# Trastorno por deficiencia de zinc en las plantas

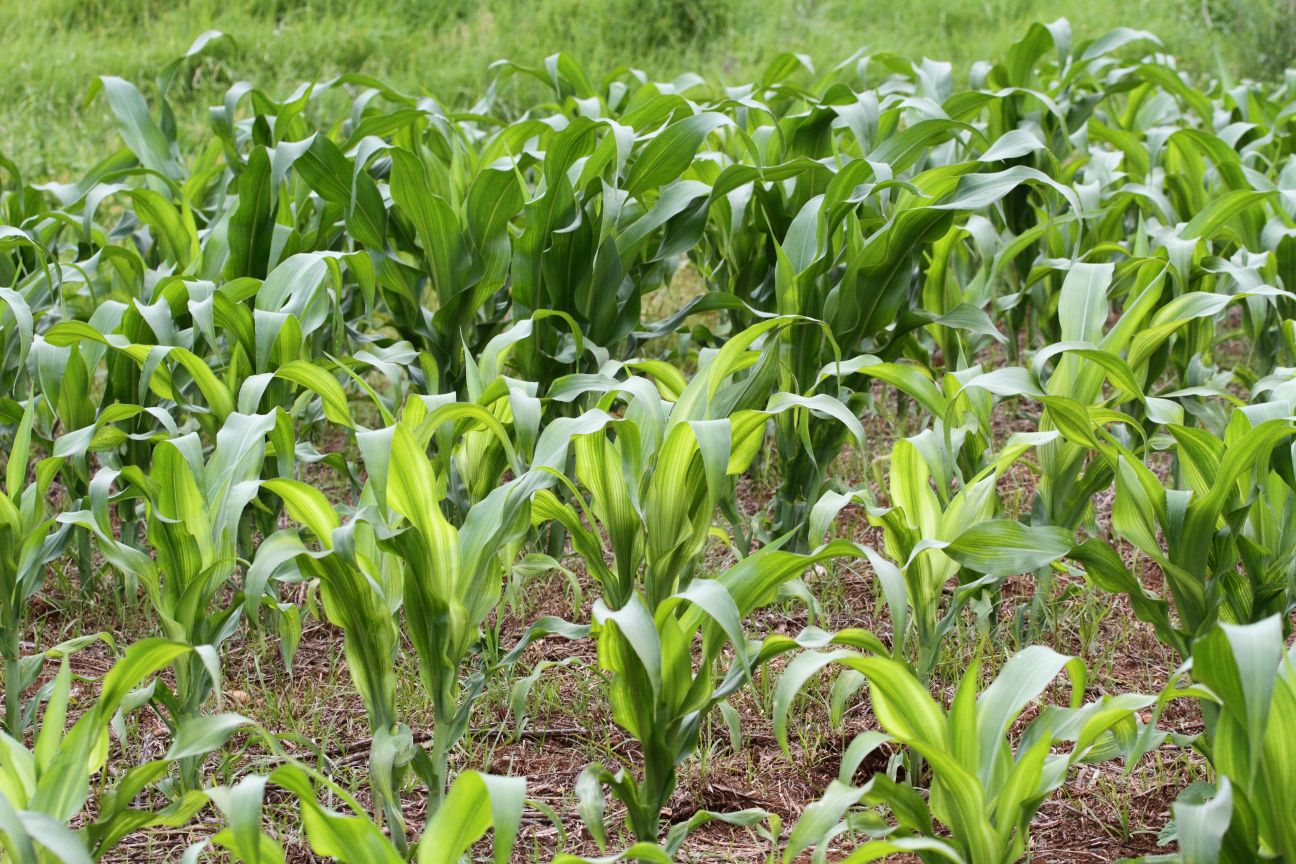
Plantas de maíz con deficiencia grave de zinc en primer plano, con plantas más sanas (plantadas al mismo tiempo) al fondo.

El trastorno por deficiencia de zinc en las plantas se produce cuando el crecimiento de la planta se ve limitado por la imposibilidad de absorber cantidades suficientes de este micronutriente esencial de su medio de cultivo. Es una de las deficiencias de micronutrientes más generalizadas y causa grandes pérdidas en la producción y calidad de las cosechas. Casi la mitad de los cultivos de cereales en el mundo crecen en suelos con deficiencia de zinc. Por este motivo, la deficiencia de zinc en humanos es un problema muy extendido.

## Síntomas

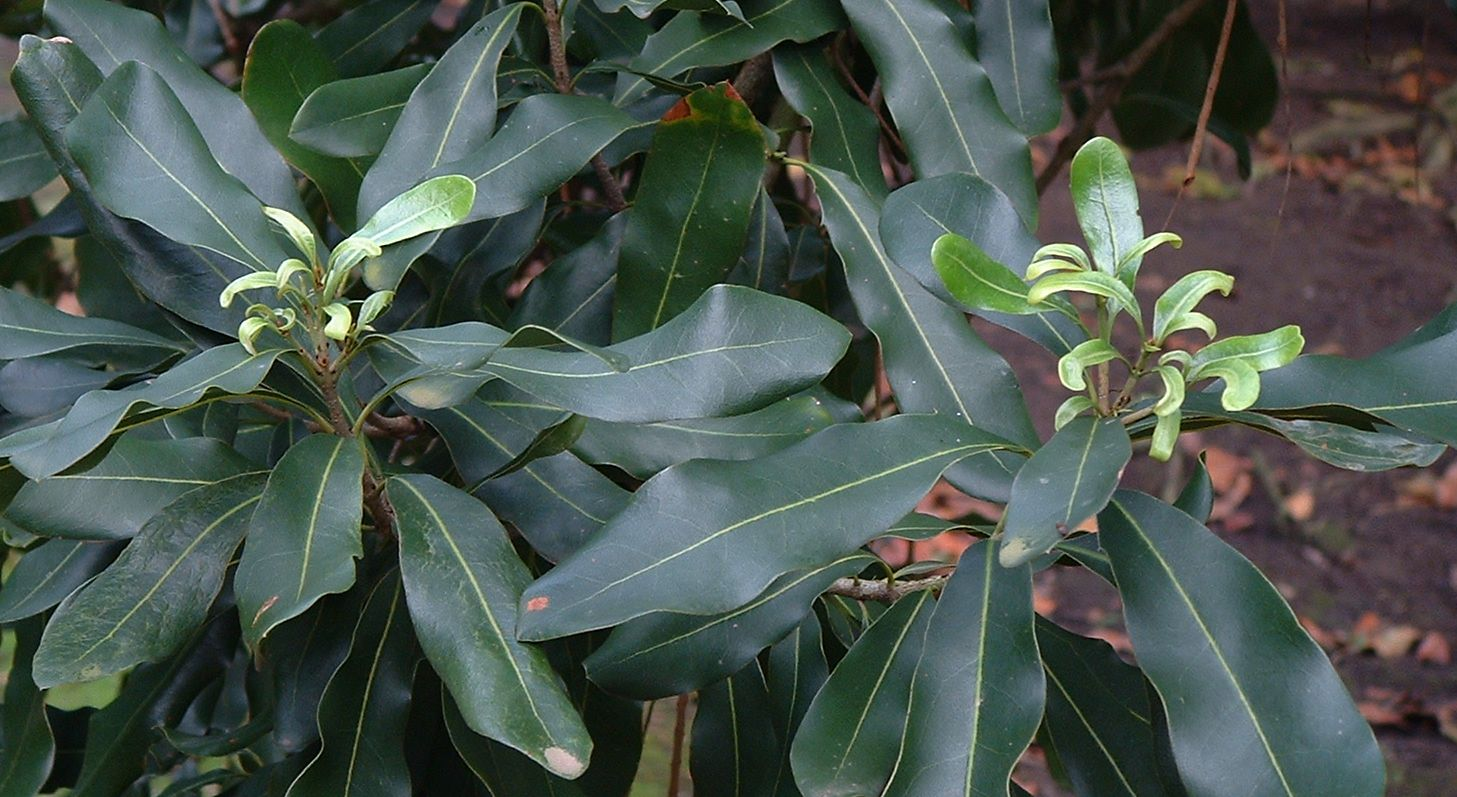
Brotes de macadamia que muestran síntomas de deficiencia de zinc. Las hojas más jóvenes muestran clorosis (amarillamiento), enanismo y deformación.

Los síntomas visibles de deficiencia son:
Clorosis - amarillamiento de las hojas, por lo general intervenal. En algunas especies, las hojas jóvenes son las más afectadas, pero, en otras, tanto las hojas viejas como las nuevas son cloróticas.
Manchas necróticas - muerte del tejido foliar en áreas cloróticas.
Bronceado de las hojas - las áreas cloróticas pueden volverse de color bronce.
Roseteo de las hojas - las dicotiledóneas con deficiencia de zinc suelen tener los internodos más cortos, lo que provoca que las hojas se agrupen en el tallo.
Retraso en el crecimiento de las plantas - pueden aparecer plantas pequeñas debido a un crecimiento más lento o a una menor elongación internodal. 
Hojas enanas («hoja pequeña») -  hojas pequeñas que suelen presentar clorosis, manchas necróticas o bronceado.
Hojas deformadas - las hojas suelen ser más estrechas o tener los márgenes ondulados.

## Condiciones del suelo
La deficiencia de zinc es frecuente en muchos tipos de suelos. Algunos suelos, como los arenosos, los histosoles y los formados de material parental muy meteorizado,  contienen concentraciones bajas de zinc total. Otros, debido a su elevada sorción de zinc, tienen un nivel bajo de este micronutriente disponible para las plantas (suelos calcáreos, suelos muy meteorizados, vertisoles, suelos hidromórficos, suelos salinos).Los suelos pobres en materia orgánica (como aquellos en los que se ha eliminado la capa superior del suelo) y los suelos compactados que limitan la proliferación de las raíces también presentan un riesgo elevado de deficiencia de zinc. El uso de fertilizantes fosfatados se ha asociado con frecuencia a la deficiencia de zinc. Esto podría deberse a una mayor sorción  por parte de los minerales arcillosos (en especial los óxidos de hierro), a la desaparición de las microrrizas arbusculares o a la inmovilización del zinc en los tejidos vegetales. El encalado de los suelos también suele provocar deficiencias de zinc, puesto que aumenta su sorción.

## Requerimientos de zinc
El zinc es un micronutriente esencial, lo que significa que es vital para el crecimiento y el desarrollo de la planta, pero se requiere en cantidades muy pequeñas. Aunque los requerimientos de zinc varían de un cultivo a otro, las concentraciones de zinc en las hojas (en base a materia seca) en el rango de 20 a 100 mg/kg son adecuadas para la mayoría de los cultivos. 

## Tratamiento
Se puede aplicar sulfato de zinc u óxido de zinc a los suelos para corregir la deficiencia de zinc. Se recomienda aplicar entre 5 y 100 kg de zinc por hectárea, aunque los niveles óptimos varían en función del tipo de planta y de la gravedad de la deficiencia. La aplicación de zinc puede que no corrija la deficiencia de zinc en suelos alcalinos, ya que, incluso con la adición de zinc, es posible que la planta no pueda absorberlo.
Las aplicaciones foliares de zinc, como sulfato de zinc o quelato de zinc (u otros compuestos orgánicos), también se utilizan mucho, sobre todo en árboles frutales y vides. El zinc también puede suministrarse como tratamiento de semillas o por inmersión de las raíces de las plántulas trasplantadas.

## Funciones
El zinc está presente en las plantas como ion libre, en forma de complejo con compuestos de bajo peso molecular o como componente de proteínas y otras macromoléculas. El zinc actúa como cofactor funcional, estructural o regulador en muchas enzimas. Un gran número de trastornos por deficiencia de zinc están asociados a la alteración de la actividad enzimática normal (incluida la de enzimas fotosintéticas clave).La deficiencia de zinc también aumenta la filtración de la membrana, ya que las enzimas que contienen zinc participan en la desintoxicación de los radicales de oxígeno que dañan la membrana. El zinc puede estar implicado en el control de la expresión génica. Al parecer, es importante para estabilizar la estructura del ARN y el ADN, mantener la actividad de las enzimas que sintetizan el ADN y controlar la actividad de las enzimas que degradan el ARN.